# Paolo De Crescenzo
Paolo De Crescenzo (Napoli, 1º gennaio 1950 – Giugliano in Campania, 2 giugno 2017) è stato un pallanuotista e allenatore di pallanuoto italiano.
Cresciuto nella Canottieri Napoli esordì in prima squadra nel 1965 e sotto la guida di Federico Dennerlein, vinse negli anni settanta 4 scudetti e la Coppa dei Campioni. Terminata la carriera agonistica, divenne allenatore

## Biografia
Fratello dell'ex pallanuotista Massimo De Crescenzo e laureato in Economia e commercio, è morto di un male incurabile nella sua casa di Varcaturo, frazione del Comune di Giugliano in Campania.

## Carriera
Nel 1983 arriva sulla panchina del Posillipo a soli 33 anni e conquista subito le simpatie dell'ambiente. La storia sportiva di De Crescenzo da quel punto ha un'impennata esponenziale: 9 scudetti, 9 volte vice campione d'Italia, 2 Coppe delle Coppe, 2 Coppe Italia e soprattutto 2 Coppe dei Campioni oltre che la Supercoppa Europea, vinti fino al 2002 (tranne una breve parentesi fra il 1988 ed il 1990) lo rendono uno degli allenatori più titolati della pallanuoto italiana. Nel biennio 2003-05 ha anche guidato la Nazionale prima di ritornare per un altro biennio al suo amato Posillipo, ritirandosi poi definitivamente nel 2007.
Nell'estate 2013 viene contattato dall'Acquachiara Napoli e accetta l'incarico di guidarla nel massimo campionato italiano, nella prima avventura in Champions League della giovanissima formazione campana e al secondo posto in Coppa Len.